# Saligny (Rumunia)
Saligny – wieś w Rumunii, w okręgu Konstanca, w gminie Saligny. W 2011 roku liczyła 796 mieszkańców.